# Charles Tupper
Sir Charles Tupper (Amherst (Nova Scotia), 2 juli 1821 - Bexleyheath (Engeland), 30 oktober 1915) was een Canadees staatsman en politicus en de zesde minister-president van Canada. Hij diende slechts 69 dagen als eerste minister, de kortste regeerperiode uit de Canadese geschiedenis.

## Levensloop
Tupper werd in Nova Scotia geboren en studeerde aanvankelijk medicijnen in Wolfville. Hij studeerde af met een graad in de geneeskunde van de University of Edinburgh in Schotland om vervolgens in zijn geboorteplaats praktijk te houden.
In 1855 begon Tupper zijn politieke carrière toen hij bij verkiezingen in de provincie Nova Scotia voor de Conservatieve Partij een overwinning behaalde op de leider van de Liberalen. Tupper kreeg een kabinetspost in de provinciale regering in 1856 en na een nederlaag in 1860 wonnen de Conservatieven onder zijn leiding in 1864 wederom provinciale verkiezingen waarna Tupper premier van Nova Scotia werd. Als premier organiseerde hij een conferentie in Charlottetown, Prince Edward Island tussen de leiders van de drie Atlantische provincies, Nova Scotia, Prince Edward Island en New Brunswick, met als doel een politieke unie te creëren tussen de drie provincies.
Er was weinig animo voor deze voorgestelde unie onder de inwoners van de drie provincies maar de conferentie trok wel de aandacht van Boven Canada (nu Québec) en Beneden Canada (nu Ontario) die zelf ook gezanten naar de conferentie stuurde om te praten over een bredere politieke unie tussen alle Britse Noord-Amerikaanse bezittingen. Tupper bleek groot voorstander hiervan hoewel dat hem onder de bevolking niet populairder maakte. Hij kon echter blijven regeren in Nova Scotia en in 1866 nam hij deel aan de London Conference waar onderhandelingen over de politieke unie van alle provincies werden gehouden. Deze conferentie zou een jaar later, op 1 juli 1867 leiden tot de oprichting van de Dominion of Canada, met Ontario, Québec, New Brunswick en Nova Scotia als provincies van het nieuwe land.
Bij de eerste Federale verkiezingen voor het Canadees Parlement was Tupper een van de slechts twee pro-confederatie leden op een totaal van negentien die voor Nova Scotia werden verkozen die ook daadwerkelijk een zetel veroverde. Tupper ruilde zijn functie als premier in voor die van Member of Parliament, oftewel lid van het Canadees Lagerhuis. Tupper kwam vanaf 1870 in het kabinet van minister-president John A. Macdonald te zitten en diende vanaf 1874 in de oppositie. Vier jaar later zouden de Conservatieven onder Macdonald weer aan de macht komen en werd Tupper wederom minister, verantwoordelijk voor onder andere de spoorwegen.
In 1884 trok Tupper zich terug uit de politiek en diende hij twee maal als High Commissioner (ambassadeur) in Londen. Na Macdonalds overlijden sloeg Tupper het leiderschap van de Conservatieve Partij af om in Londen te blijven. In 1896 nam toenmalig minister-president Mackenzie Bowell ontslag over een conflict met zijn kabinet met betrekking tot de rechten van Franstalige, meest rooms-katholieke studenten in de nieuw gevormde provincie Manitoba. Op 1 mei 1896 nam Tupper nu wel het leiderschap van de Conservatieve Partij en daarmee het minister-presidentschap op zich. Direct hierna schreef Tupper verkiezingen uit.
De campagne richtte zich voornamelijk op het scholenvraagstuk van Manitoba. Rooms Katholieke geestelijken schaarde zich hierbij achter Tuppers Conservatieven terwijl de Liberalen onder leiding van Wilfrid Laurier zich hier tegenover opstelde. Vrij onverwachts behaalde de oppositie, de Liberalen, hoewel zij net iets minder stemmen vergaarde, vooral dankzij een sterke pro-Liberale stembusgang in Québec, toch de meeste zetels in het Lagerhuis.
Op 8 juli, amper 10 weken na zijn aantreden, trad Tupper af en werd Laurier minister-president. Tupper bleef echter wel leider van de Conservatieve Partij en oppositieleider in het Lagerhuis. Tijdens de Boerenoorlog (1899-1902) stond Tupper weer tegenover Laurier die hij ditmaal verweet alleen halfslachtig Canada aan de oorlog te laten deelnemen. Bij verkiezingen in 1900 voor het Federale parlement leverde Lauriers stellingname in de Boerenoorlog - hij zette slechts enkele vrijwilligers legioenen in - te weinig stemmen op in Engelstalig Canada om Tuppers Conservatieven weer aan de macht te helpen en Tupper verloor zelfs zijn eigen zetel in het parlement.
Tupper trok zich terug uit het publieke levenen vestigde zich in Engeland waar hij in 1914 zijn memoires schreef getiteld "Recollections of Sixty Years in Canada". Een jaar later overleed hij te Bexleyheath op 94-jarige leeftijd. Charles Tupper werd te Halifax begraven.